# Raniganj
Raniganj war eine Stadt im indischen Bundesstaat Westbengalen mit rund 129.000 Einwohnern (Volkszählung 2011). Die Stadt ist seit 2015 Teil der Municipal Corporation Asansol.

## Bevölkerung
Raniganj hat ein Geschlechterverhältnis von 915 Frauen pro 1000 Männer und damit einen für Indien häufigen Männerüberschuss. Die Stadt hatte 2011 eine Alphabetisierungsrate von 77,65 % (Männer: 83,68 %, Frauen: 71,06 %). Die Alphabetisierung liegt damit leicht über dem nationalen Durchschnitt und dem von Westbengalen. Knapp 76,9 % der Bevölkerung sind Hindus, ca. 21,9 % sind Muslime, ca. 0,6 % sind Sikhs, ca. 0,2 % sind Christen und ca. 0,6 % gaben keine Religionszugehörigkeit an oder praktizierten andere Religionen. 12,2 % der Bevölkerung sind Kinder unter 6 Jahre. Knapp 30,2 % der Bevölkerung leben in Slums oder Elendsvierteln.